# Чолховская волость
Чо́лховская во́лость — владельческая территориальная единица (волость) в границах Топальской сотни Стародубского полка.
Центр — село Чолхов.

## История и состав волости
Термин «Чолховская волость» известен ещё со времён польского владычества русской землёй первой половины XVII века, однако состав этой волости постоянно изменялся (преимущественно пополнялся).
Во времена Стародубского полка, до даче (пожалования) за заслуги перед государством Екатериной II Чолховской волости графу П. А. Румянцеву, её сёла и деревни принадлежали «на ранг» стародубских полковников. По описи 1723 года во всей волости был только один казачий двор — в Денисковичах; это говорит о том, что всё казачье население волости было принудительно поверстано полковниками в крестьяне.
В XVIII веке на землях Чолховской волости была поселена старообрядческая Климова слобода, а также слобода Красная Злынка — ныне юго-западная часть города Злынки.
В декабре 1770 года Чолховская волость вместе с Топальской волостью была пожалована графу П. А. Румянцеву-Задунайскому. При этом была сформирована специальная отдаточная комиссия, которая на основании истребованных из стародубской полковой канцелярии и магистрата документов, а также расспросов местных старожилов составила описание пожалованных имений, в двух книгах — по каждой волости отдельно. «Отдаточная книга Чолховской волости» содержит подробное описание населённых пунктов волости, в которую входили: Чолхов, Старые и Новые Щербиничи, Денисковичи, Замышев, Рогов, Лысые, Карпиловка, Унецкая Рудня, Чертовичи и Синий Колодезь. Также к Чолховской волости было приписано село Добродеевка, принадлежность которого не раз ставилась под сомнение.